# Krúdy mozi
A Krúdy Gyula filmszínház, más néven Krúdy mozi 1968 és 2003 között működött Nyíregyháza, Szabadság tér 7–9. szám alatt. 2005-ben lebontották; lakópark épült a helyére.

## Története
1968. április 2-án adták át Nyíregyháza új filmszínházát a Krúdy mozit az akkori Lenin téren. A 610 férőhelyes mozi ünnepélyes megnyitóján Jancsó Miklós Csend és Kiáltás című filmjét vetítették. A moziban többször láthattunk ősbemutatókat is, illetve Nyíregyháza szülöttének, a filmszínház névadójának művéből készült Huszárik Zoltán rendezte Szindbád című film bemutatójára is itt került sor. A film bemutatóján jelen voltak Latinovits Zoltán, és Dajka Margit is. Kósa több filmjének is itt volt a bemutatója, így szintén itt láthatták először a nyíregyházi öttusázó bajnok Balczó Andrásról szóló filmjét is. A hetvenes években virágzott a mozi, ez volt nyíregyháza kulturális központja is.  Átadásakor magyarországi viszonylatban a legkorszerűbb vetítőgépeket, illetve hangosító berendezésekkel látták el a mozit, így a szélesvásznú technikával készült filmek képi hatásai is előnyösebbé, élvezhetővé váltak.

## Bezárásának okai
Az épület évek óta kihasználatlanul állt, illetve a 2002-ben megnyitott Nyír Plaza is ellehetetlenítette a mozit, hiszen a plázában a legmodernebb berendezéssel többtermes mozi is várta a látogatókat, így a 2003-as bezárása mellett döntöttek. 2005-ben a mozit lebontották, helyére a mélygarázsos Krúdy Ház épült fel 2006-ban. A mozi megszűnését követően a Tudomány és Technika házában Krúdy Art mozi néven üzemelt az épület 4. emeletén.